# Коморув (Мехувский повет)
Комо́рув (пол. Komorów) — село в Польше в сельской гмине Мехув Мехувского повята Малопольского воеводства.
Село располагается в 2 км от административного центра повята города Мехув и в 33 км от административного центра воеводства города Краков.
Население — 230 человек (2006 год).
В 1975—1998 годах входило в состав Келецкого воеводства, административным центром которого являлся город Кельце (село находилось на территориях, находящихся рядом с территориями, административно подчинёнными Кракову). С 1999 входит в Малопольское воеводство (столица Краков).